# Donacia springeri
Donacia springeri es una especie de insecto coleóptero de la familia Chrysomelidae.
Fue descrita científicamente en 1916 por Müller.